# Chimaeriformes
Le Chimaeriformes sono un ordine di pesci cartilaginei, marini e d'acqua salmastra, appartenente alla classe degli Holocephali. I suoi ritrovamenti fossili la certifica presente fin dal Devoniano.

## Tassonomia
L'ordine è composto da tre famiglie viventi:
- Chimaeridae Rafinesque, 1815
- Rhinochimaeridae Garman, 1901
- Callorhinchidae Garman, 1901
  - Genere † Ischyodus
  - Genere Callorhinchus